# António Gervásio
António Joaquim Gervásio (São Mateus, Nossa Senhora da Vila, Montemor-o-Novo, 25 de Fevereiro de 1927 — Montemor-o-Novo, 10 de Janeiro de 2020) foi um político e trabalhador agrícola português. Desempenhou funções como deputado na assembleia constituinte e na Assembleia da República Portuguesa, e foi um dirigente histórico do Partido Comunista Português, tendo estado envolvido no processo da Reforma Agrária.

## Biografia

### Primeiros anos
Nasceu na localidade de São Mateus, na freguesia de Nossa Senhora da Vila, no concelho de Montemor-o-Novo, em 25 de Fevereiro de 1927.

### Carreira profissional e política
A sua profissão foi como operário agrícola.
Ingressou no Partido Comunista Português em 1945, aos dezoito anos. Em 1947 foi preso pela primeira vez, tendo sido condenado a dois meses de prisão. Em 1960 foi novamente preso e colocado no Forte de Caxias, tendo sido um dos sete participantes da famosa fuga de Dezembro de 1961, passando então à clandestinidade. Em 1971 foi condenado a catorze anos de prisão e encarcerado no Forte de Peniche, tendo sido libertado em 27 de Abril de 1974, como parte da vaga de presos políticos soltos na sequência da Revolução dos Cravos, ocorrida três dias antes. Durante a ditadura passou igualmente pela Cadeia do Aljube, tendo estado preso, no total, durante cerca de cinco anos e meio. Foi vítima de violência física e torturado após as prisões de 1960 e 1971, tendo neste último caso sido impedido de dormir durante um período de dezoito dias e noites. Participou na organização de várias manifestações de trabalhadores no Sul do país, por exemplo, nas greves de Maio de 1962 dos trabalhadores agrícolas do Alentejo e Ribatejo, que levaram à introdução do regime das oito horas.
Foi membro do comité central do Partido Comunista Português durante mais de quatro décadas, entre 1963 e 2004, e fez parte da direção da Organização Regional de Évora daquele partido até 2006. Também foi membro da Comissão Política do comité central entre 1976 e 1990, e foi eleito, desde o XV Congresso, em 1996, até ao XVI Congresso, em 2000, para integrar a Comissão Central de Controlo. Em 2017 lançou o livro Histórias da Clandestinidade, pela editorial Avante. Também se destacou pelos seus esforços pela divulgação da Reforma Agrária no Sul do país.
Exerceu como deputado do Partido Comunista durante a Assembleia Constituinte e a primeira legislatura, pelo círculo de Portalegre, e nas II, e IV legislaturas, pelo círculo de Évora. Também fez parte da Assembleia Municipal de Montemor-o-Novo durante vários mandatos.

### Falecimento e homenagens
António Gervásio faleceu em 10 de Janeiro de 2020, aos 92 anos, em Montemor-o-Novo. O velório teve lugar no dia seguinte, no Centro de Documentação e Arquivo da Reforma Agrária, na mesma cidade. O funeral foi realizado em 12 de Janeiro, em Montemor-o-Novo, tendo contado com a presença do secretário-geral do Partido Comunista Português, Jerónimo de Sousa, que destacou os seus esforços contra o regime do Estado Novo. O corpo foi depois cremado no Cemitério da Paz, em Setúbal.